# Aeroporto de Caruaru
O Aeroporto de Caruaru - Oscar Laranjeira (IATA: CAU, ICAO: SNRU) é um aeroporto localizado na cidade de Caruaru, no estado de Pernambuco. Situado a 125 quilômetros da capital Recife.
Atualmente, o equipamento opera apenas com vôos executivos, mas oferece curso de aviação, oficina para manutenção de aeronaves, e uma fábrica de aeronaves de pequeno porte, além de dois vôos diários entre Caruaru e Recife, operados pela Azul linhas aéreas. 
Em 2020, o aeroporto foi concedido a administração privada, que está responsável por todos reparos necessários, deixando o aeroporto apto a receber voos comerciais. A Azul Linhas Aéreas já deu início as atividades.
Caruaru é a maior e a principal cidade do interior de Pernambuco. É cidade polo para mais de 1,5 milhão de pessoas no agreste do estado, além de estar no 2º maior polo de confecções do Brasil. Então, a expectativa é enorme para o retorno das atividades no aeroporto, visto tamanho potencial da região, que não tem uma opção acessível para atender a demanda de empresários e comerciantes que vêm a Caruaru e região fazer negócios.  

## História
Em 25 de janeiro de 1944, era dado início às atividades do Aeroclube de Caruaru, o equipamento recebia voos particulares e também oferecia curso de pilotagem. Já na década de 50, Caruaru recebia seu primeiro voo comercial da história, que contou com a presença de diversas autoridades da época, a REAL Transportes Aéreos era a responsável por essa conquista inédita na cidade.  
Em 1999, o governo do estado fez uma grande reforma no equipamento, e ampliação da pista que passou de 1200 metros para 1800. Em 2002, a BRA incluiu caruaru em suas rotas comerciais, mas na realização do primeiro voo em caruaru, o B737-300 afundou no pátio de manobras, e então o aeroporto foi interditado até receber novos reparos.
Em 2006, o governo do estado fez uma nova reforma, desta vez, foi reconstruído todo o pátio de aeronaves, as taxiways e toda a pista de pousos e decolagens. Ainda em 2006, a BRA Transportes aéreos incluía novamente Caruaru em sua malha aérea, com os trechos São paulo (GRU) - Aracaju (AJU) - Caruaru (CAU) e o trecho Caruaru (CAU) - Recife (REC) - São Paulo (GRU), que operou regularmente com 3 frequências semanais até o ano de 2007, ano que a empresa encerrou suas atividades no Brasil. 
No dia 14 de junho de 2010, tinha início às atividades da NOAR linhas aéreas no aeroporto de Caruaru, cidade onde também se encontrava a sede da empresa aérea. A NOAR tinha um plano regional interessante, com a proposta de voos ligando cidades de médio e grande porte no nordeste. 
Ela operou com voos no trecho CAU-REC, mas diferente da BRA transportes aéreos, a NOAR não teve sucesso no aeroporto de Caruaru, e em 2011, a empresa encerrou suas atividades. A própria aeronave não agradava ao público, e a empresa também não tinha uma boa estrutura, e isso passava insegurança aos usuários.
Desde então, o equipamento realizou apenas voos executivos, e com precário estado de conservação, as operações eram arriscadas e cada vez menores.
Após longo tempo de negociação e promessas do governo estadual, em setembro de 2020 foi anunciado que os vôos voltariam a acontecer, foram iniciadas obras no terminal de passageiros e a administração foi concedida a Infracea Aeroportos, uma das principais concessionárias do ramo, o bate volta entre REC-CAU foi iniciado em 11/11/2020, acontecendo duas vezes ao dia e de segunda a sexta. Mesmo com as reformas em andamento, consegue uma boa demanda todos os dias.

## Reforma
Caruaru está no plano de aviação regional, esperando apenas a liberação da verba para execução. O projeto está pronto e deve entrar no novo pacote de investimentos do governo federal em 2018 ou 2019. Estimasse que o valor investido em Caruaru será superior a 70 milhões e contará com a construção de um novo terminal de passageiros TPS, um novo pátio para aeronaves com 6 posições, e ampliação da pista para 2200 metros. 
No dia 29 de julho de 2017, o Governador de Pernambuco, Paulo Câmara (PSB), anunciou durante evento, ao lado da prefeita de Caruaru, Raquel Lyra (PSDB), que o Aeroporto de Caruaru será requalificado e passará por obras para atender as necessidades do Agreste. No entanto, nem orçamento tampouco prazos foram anunciados.
Uma reforma emergencial deverá ser feita em 2017, para que o aeroporto seja autorizado a receber voos comerciais. A empresa vencedora da licitação deverá reformar o muro do aeroporto, fazer uma reforma no TPS, e alguns ajustes necessários em todo o sítio aeroportuário.   
Em abril de 2019, a ANAC libera vôos comerciais diurno no Aeroporto Oscar Laranjeira.
Em novembro de 2020, foi assinada a ordem de serviço para a reforma e ampliação do Aeroporto de Caruaru. O governo do Pernambuco anunciou que o Sertão e o Agreste pernambucano terão conexão com o transporte aéreo. 
A Azul Conecta, subsidiária regional da Azul, oferta voos diretos para o Recife, duas vezes por dia, dos aeroportos de Serra Talhada - Santa Magalhães, aeroporto de Caruaru - Oscar Laranjeiras. A saída do primeiro voo aconteceu no dia 11 de novembro de 2020 às 7h05, com destino ao Aeroporto Internacional do Recife.

## Estrutura
O aeroporto conta atualmente com a escola de formação de pilotos, "Brasflight", oficina de manutenção de aeronaves,a "Aero Espina", e também a fabricante de hélices e aeronaves de pequeno porte, a "Rupert". 
Atualmente, o Oscar Laranjeiras movimenta cerca de 1000 pousos e decolagens de aeronaves particulares e da escola de aviação, além de dois vôos diários com destino ao Aeroporto Internacional dos Guararapes, em Recife.

## Incidentes aéreos
Em junho de 2000, um Fokker 100 da TAM (primeiro voo não fretado) afundou no piso do pátio das aeronaves. O piso cedeu com o peso da aeronave, devido à existência de um lençol freático sob o lado esquerdo da pista de estacionamento. Os passageiros ficaram mais de uma hora para desembarcar.
No dia 25 de fevereiro de 2002, o primeiro voo comercial da BRA transportes aéreos. Por volta de 10:30 da manhã, o Boeing pousou no aeroporto, após fazer voltas panorâmicas na cidade e vôo rasante no aeroporto. Após a recepção do voo, por volta das 11 da manhã, no momento que o avião manobrava no pátio, as rodas do trem de pouso direito afundaram 15 centímetros no asfalto do pátio. "A resistência do piso cedeu, não teve capacidade de suportar o avião", declarou o comandante Alonso. Todos os funcionários do aeroporto mobilizaram-se para tentar ajudar. Havia gente com enxada, pá e até um trator foi usado para tentar desatolar o avião, mas para piorar,o trator acabou batendo em um dos motores da aeronave, danificando um pouco a fuselagem. Os 139 Passageiros que haviam embarcado no vôo 9551 com destino a São Paulo e escala em Recife, foram deslocados de ônibus até o aeroporto do Recife, onde tomaram outro voo da companhia até o destino final. Após reparos, e finalmente desatolarem a aeronave, o Boeing decolou do aeroporto de Caruaru e só retornou a pousar na cidade no ano de 2006.